# テルドッビアーテ
テルドッビアーテ（伊: Terdobbiate）は、イタリア共和国ピエモンテ州ノヴァーラ県にある、人口約500人の基礎自治体（コムーネ）。

## 地理

### 位置・広がり
| 隣接するコムーネは以下の通り。括弧内のPVはパヴィーア県所属を示す。 - カッソルノーヴォ (PV) - ガルバーニャ・ノヴァレーゼ - ニッビオーラ - ソッツァーゴ - トルナコ - ヴェスポラーテ |